# 鎌田政年
鎌田 政年（かまた まさとし、永正11年（1514年） - 天正11年7月8日（1583年8月25日））は、戦国時代から安土桃山時代にかけての武将。薩摩国島津氏の家臣。別名は政房。通称は刑部左衛門、尾張守。入道名は寛栖。妻は山田有親の娘。子は鎌田政広、鎌田政商。
島津忠良、貴久、義久の3代に仕え、大隅帖佐、薩摩馬越、日向三ツ山、大隅牛根の地頭職を歴任した。
弘治3年（1557年）の薩摩北部の豪族・蒲生範清攻め、永禄11年（1568年）の菱刈隆秋の薩摩馬越城攻めなど数々の武功のある人物だった。特に馬越城攻めの際は、島津忠良から「永久に島津家はその功を忘れぬ」とその忠功を賞されている。
元亀3年（1572年）5月4日、木崎原の戦いが起こると島津義弘と共に兵150人を率いて出陣、池島川で休憩中の日向伊東氏の将兵を攻撃、更に義弘に与えられた兵60人を率いて伊東軍の背後に回り、義弘、五代友喜の軍勢と共に3,000人の伊東軍を撃退せしめた。
天正6年（1578年）に島津氏が耳川の戦いにて大友氏に勝利すると、肥後国の豪族である城氏と名和氏が島津氏に誼を通じてくる。政年はその支援として手勢を率いて肥後国へ入った。そして、天正8年（1580年）、新納忠元と共に肥後阿蘇氏領に侵攻、矢崎城（熊本県宇土郡）の中村惟冬を攻めこれを討ち滅ぼした。
没日には2つの説があり、「天正11年7月8日」説と「天正15年7月10日（1587年8月13日）」説がある。法名は「喜翁勝観庵主」。姶良郡牛根二川の望海山喜翁院に葬られた。